# Porzellanmanufaktur Herend

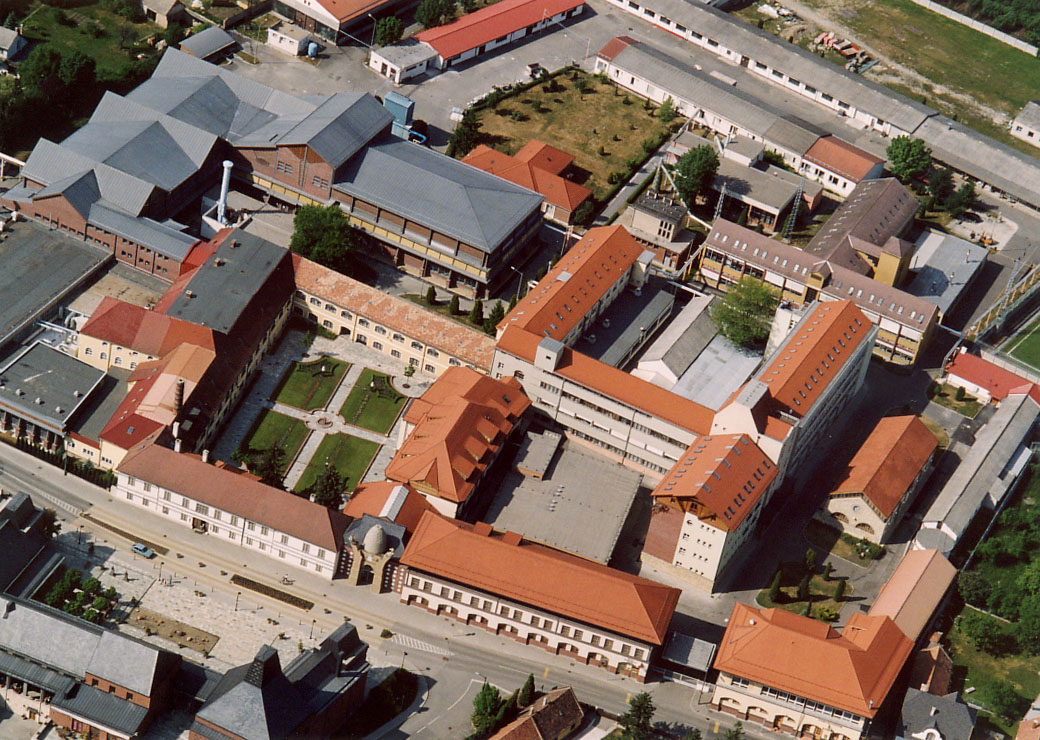
Porzellanmanufaktur in Herend (2006)

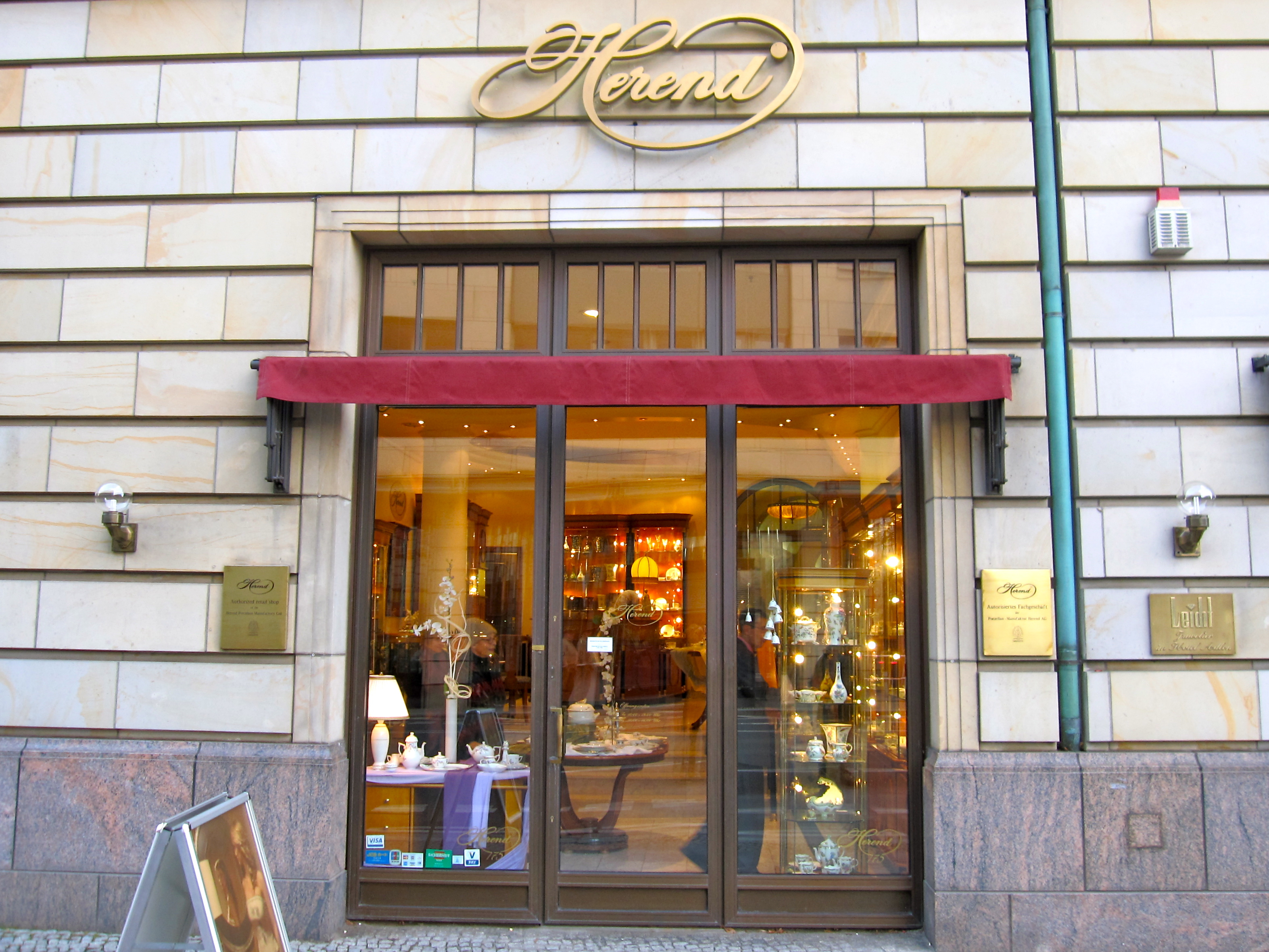
Niederlassung von Herend im Hotel Adlon in Berlin (2009)

Herend ist die älteste und größte Porzellanmanufaktur in Ungarn und zählt heute zu den bedeutenden Manufakturen in Europa. Sie wurde 1826 in dem Ort Herend (Komitat Veszprém) von dem Keramiker Vinzenz (Vince) Stingl aus Ödenburg gegründet.

## Geschichte
Stingl geriet jedoch bald in finanzielle Schwierigkeiten und musste die Manufaktur verkaufen. Unter seinem neuen Eigentümer Moritz Fischer (* 25. März 1799 in Tata; † 15. Februar 1880 ebenda) begann ab 1839 der Aufstieg des Werkes. Fischer begann mit Ergänzungen alter asiatischer und europäischer Speiseservice für die ungarische Aristokratie. Auf der Grundlage dieser Erfahrungen und mit den durch diese Aufträge geknüpften Kontakten gelangen ihm Erfolge mit eigenen Kreationen, die auf den großen Ausstellungen in Wien, London, New York und Paris Mitte des 19. Jahrhunderts ausgezeichnet wurden.
Die prominenten Besteller dieser Zeit (Königin Victoria, Kaiser Franz Joseph, die Familien Esterházy, Batthyány, Rothschild und Apponyi) sind teilweise Namensgeber für die heute noch hergestellten Dekore. Geliefert wurden unter anderem Service für die königliche Burg in Budapest, das Service für das Schloss in Gödöllő sowie für Kaiser Maximilian I. von Mexiko. In der Folge wurde die Manufaktur in Herend unter der Leitung von Fischer 1872 zum k.u.k. Hoflieferanten ernannt.
Die Wirtschaftskrise von 1874 und starke Konkurrenz trieben das Unternehmen jedoch beinahe in den Konkurs. 1876 übernahmen die Söhne von Moritz Fischer die Leitung. Die Firma hieß damals Moritz Fischers Söhne, Porzellanfabrik. 1878 wurde das Hoflieferantenprivileg wieder bestätigt. Trotzdem verlor die Manufaktur in diesen Jahren in dem Maße weiter an Bedeutung, wie ihre Produkte an Qualität einbüßten. 1883 wurde das Unternehmen abermals verkauft und in eine Aktiengesellschaft umgewandelt. 1892 stürzte ein Teil der Fabrikhalle ein, die Produktion musste vorübergehend komplett eingestellt werden.
Unter Fischers Enkel Jenõ Farkasházy Fischer hatte das Unternehmen wirtschaftlich weiter zu kämpfen. Farkasházy arbeitete mit ungarischen Jugendstilkünstlern zusammen und produzierte wieder Glanzstücke. Die finanzielle Lage ließ sich aber nicht grundlegend verbessern, da zwar wieder auf die Qualität gesetzt wurde, die Produktionszahlen aber niedrig blieben. Nach dem Ersten Weltkrieg und dem Zusammenbruch der Monarchie konnte das Unternehmen durch ausländische Investoren wie Mobil und Lloyds am Leben gehalten werden. Exportiert wurde über Häuser wie Lobmeyr und Warnecke in Hamburg, die für den europäischen Vertrieb zuständig waren.
Bis zum Zweiten Weltkrieg erholten sich die Finanzen etwas, während des Krieges wurde auch für militärische Zwecke produziert. 1948 wurde Herend verstaatlicht, was das Unternehmen wohl vor dem erneuten Bankrott rettete. Obwohl ausländische Mitarbeiter nicht mehr geduldet wurden, waren Lobmeyr und Warnecke weiterhin für den Vertrieb zuständig. Das kommunistische Regime ließ Herend relativ freie Hand, da die Manufaktur ein wichtiger Devisenbringer und ein Vorzeigeunternehmen für das Land war.
1981 trennte sie sich aus dem Verbund der Feinkeramikwerke und wurde ein selbstständiges Unternehmen. Bereits in den frühen 1980er Jahren war die Herend Porzellanmanufaktur regelmäßiger Aussteller auf der Internationalen Frankfurter Frühjahrsmesse. Diese wandelte inzwischen ihren Namen und ist als „Ambiente“ bekannt. Sie gilt auch als „Schaufenster“ für den Weltmarkt.
Nach dem Fall des Eisernen Vorhanges erfolgte die Privatisierung, so dass sich gegenwärtig 75 Prozent der Anteile im Besitz der Mitarbeiter befinden. Am 30. Juni 1992 wurde als Rechtsnachfolger der Herender Porzellanfabrik die „Herender Porzellanmanufaktur AG“ gegründet.
In den Jahren 1993 – 1995 fand in den Großstädten der USA, von New York bis Los Angeles, eine Reihe von Ausstellungen mit Herender Meistermalern statt. Die Anzahl der Mitarbeiter in der Manufaktur erhöhte sich in dieser Zeit auf 1583.
1996 wurde in Singapur, im traditionsreichen Raffles Hotel, das erste eigene Herend-Fachgeschäft eröffnet. In diesem Jahr wurde auch Imre Schrammel zum künstlerischen Direktor der Manufaktur ernannt.
1997 wurde im Berliner Hotel Adlon ein weiteres eigenes Fachgeschäft eröffnet. Im Jahr 2000 folgte ein weiteres eigenes Fachgeschäft in München.
1998 – 1999 wurde das neue „Porzellanium“, auf der gegenüberliegenden Straßenseite des Haupteinganges, errichtet. Dieser Gebäudekomplex beherbergt das Porzellanmuseum, die Minifaktur, in der man „hautnah“ die Schritte der Herstellung sehen kann. Die Gebäudefortsetzung bildet das Restaurant und Cafe „Appicius“ (nach einem römischen Gourmet benannt). Dort werden Speisen, auf hohem Niveau, auf original Herend Porzellan serviert. Es werden die verschiedenen Gerichte auch auf unterschiedlichen, berühmten Herend-Geschirren serviert.
2001 feierte Herend sein 175-jähriges Bestehen. Im selben Jahr erhielt die Manufaktur den nationalen Preis „Ungarisches Kulturerbe“ als Anerkennung und für die Bedeutung dieses ungarischen nationalen Erbes.

## Produkte

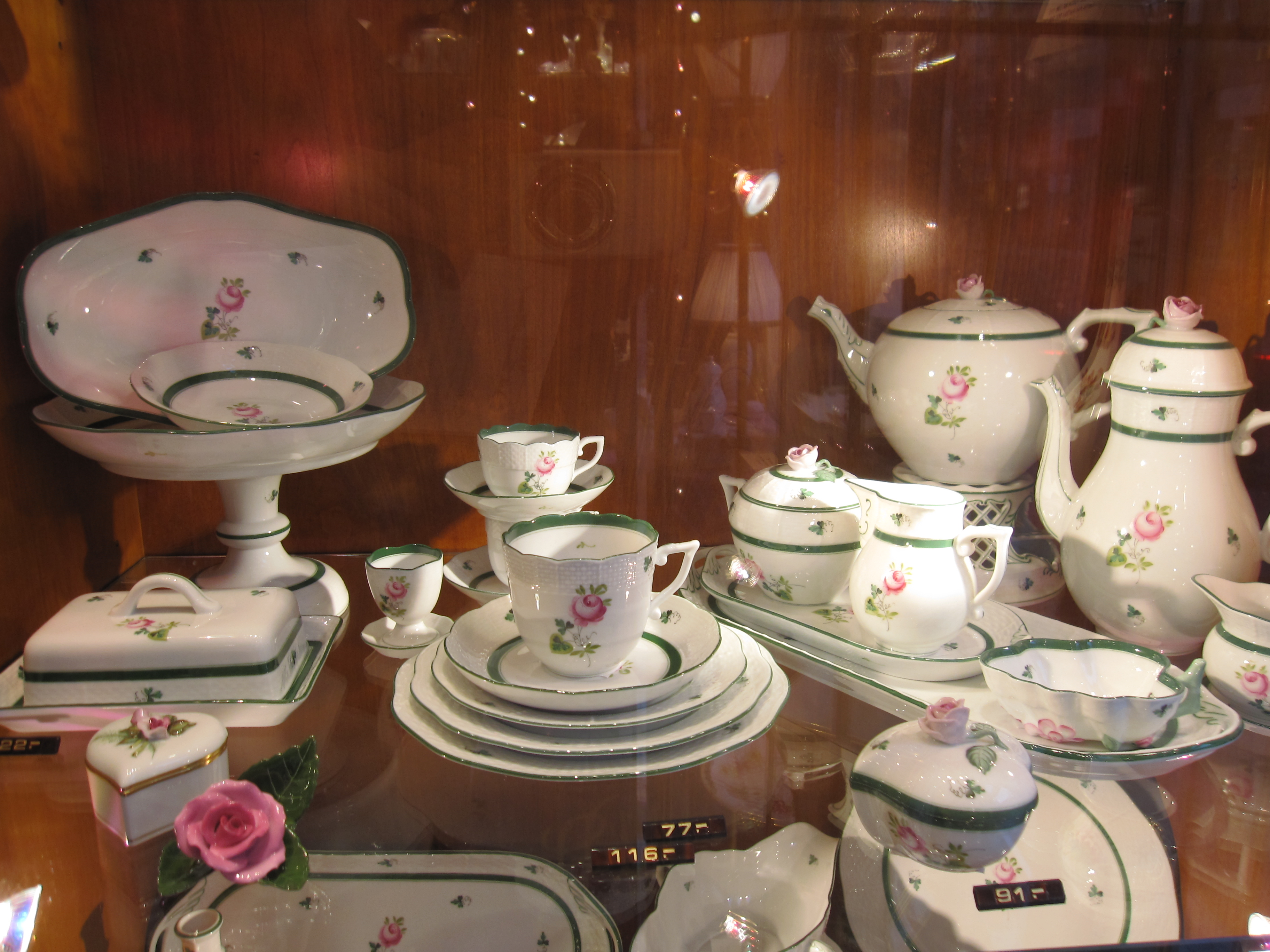
Das Service Habsburger Rose wird seit 1862 hergestellt

Produziert wird auch heute noch nach alten Vorlagen. Die Services „Gödöllő“, „Miramare“, „Fleurs des Indes Vertes“ oder „Victoria Bouquet“ für die Königin Victoria von Großbritannien werden mit neueren Kreationen weiterhin hergestellt. Das weiß-goldene „Burgservice“ ist mit den Initialen von König Franz Joseph I. und der Stephanskrone verziert. Das „Miramare“-Service soll an Kaiser Maximilian und Mexiko erinnern. Das „Gödöllő“-Service war ursprünglich ein Geschenk König Franz Josephs I. an seine Gemahlin Elisabeth für ihr Schloss in Gödöllő. Es ist in roter Farbe gehalten und mit Blumenmotiven und Bäumen verziert.